# United States Coast Guard
USA's kystvagt, United States Coast Guard (USCG), er et af seks værn.
US Coast Guard håndhæver USA’s suverænitet til søs, yder assistance til skibsfarten og står for eftersøgnings- og redningsmissioner ved USA’s kyster. Derudover skal den beskytte miljøet og bekæmpe smugleri, også selvom det involverer internationalt og andre nationers farvande. USCG er også ansvarlig for oprettelsen og vedligeholdelsen af navigationshjælpemidler (fyrtårne, bøjer, båker o.lign.) og udarbejdelsen af søkort ved de amerikanske kyster, sejlrender og indenlandske flodveje. USCG består af over 43.000 mænd og kvinder (2014).
Selvom kystvagtens opgaver primært er civile, spiller den en vigtig rolle i forsvaret af USA og er i fredstid, siden 1. marts 2003, en del af det nyoprettede US Department of Homeland Security. Før det hørte kystvagten under trafikministeriet og før 1967 var den en del af forsvarsministeriet. I krigstid eller under national undtagelsestilstand kan den amerikanske præsident underlægge kystvagten US Navy.
US Coast Guards valgsprog er : Semper paratus (lat.: „Altid beredt“).
Chefen for kystvagten er siden d. 27. januar 2006 admiral T. W. Allen.

## Historie

### Oprettelse
USA’s kongres oprettede i 1780 Revenue Marine (toldmarinen) til bekæmpelse af smuglere og sørøvere langs den amerikanske østkyst. Da kongressen besluttede at US Navy skulle oprettes, blev Revenue Marine neddroslet til Revenue Cutter Service (toldkuttertjenesten) i 1789. I 1915 blev toldkuttertjenesten fusioneret med Life Saving Service (søredningstjenesten) til US Coast Guard.

### Første Verdenskrig
Da USA indtrådte i 1. verdenskrig i 1917 havde USCG 15 skibe og 5.200 mand. De blev indsat til eskorte af konvojer over Atlanterhavet og til ubådsjagt.
I Forbudstiden 1920-33 havde USCG den kolossale opgave at forhindre indsmugling af spiritus til USA. Man indkøbte speedbåde og overførte 25 destroyere fra US Navy.
I 1939 blev Lighthouse Service (amr. fyr- og vagervæsen) og Bureau of Marine Inspection and Navigation (inspektions-, kontrol- og indregistreringsmyndighed for handels- og fiskeriflåden) overdraget til USCG. Herved var alle civile, maritime autoriteter i USA under samme hat.

### Andenverdenskrig
I 1941 blev USCG en del af US Navy og deltog i søkrigen i Atlanten og i Stillehavet. Styrken svulmede til 802 skibe over 21 meter (65 fod) og 171.200 mand. 351 krigs- og hjælpeskibe deltog i US Navys operationer og 288 landgangs- og transportskibe transporterede tropper fra US Army. Da Hitler erklærede USA krig i 1941 havde USCG til opgave at nedkæmpe tyske ubåde under den tyske Operation Kesselpauke ved den amerikanske østkyst. I alt blev tolv tyske og to japanske ubåde sænket af USCG.
På D-dagen sejlede 60 USCG trækuttere (tændstiksflåden) rundt i kanalen og samlede cirka 400 skibbrudne op. 
USCG var aktiv i det grønlandske område, både for at forsvare kryolitminen, der var vigtig i aluminiumsproduktionen men også fordi vejrmeldinger fra Grønland kunne forudsige vejret i Europa.

### Kolde krig
Efter krigen genoptog USCG sine politi- og toldmæssige opgaver i USA’s territoriale farvande, havne og flodsystemer. Af nye opgaver var fiskerikontrol og miljøbeskyttelse. Grønlandserfaringerne fortsatte med isvarsling, isbryder- og havvejrstjeneste.
Alle nybygninger skal godkendes af USCG og yderligere vægt blev med tiden lagt på bekæmpelse af narkosmugling, illegal indvandring og terrorisme.
Under vietnamkrigen overvågede 31 USCG-kuttere kysttrafikken ud for Nordvietnam og tilsvarende blev USCG brugt i koreakrigen.
I 1984 bestemte præsident Reagan at kystvagten allerede i fredstid skulle have offensive anti-ubåds- og minerydningsopgaver i territorialforsvaret af 200 sømilegrænsen, samt påtage sig eskorteringsopgaver og beskyttelse af handelsskibe i havne og på ankerpladser. 

### Efter kolde krig
USCG deltager også i øvelser med US Navy og venligtsindede landes flåder, primært i Caribien men også i Østersøen.
USCG-kuttere deltog også i blokaden af Irak efter golfkrigen.
I august 2005 raserede orkanen Katrina Louisiana og USCG reddede 33.500 personer samt evakuerede 9.500 patienter plus sundhedspersonale.
I forbindelse med præsident George W. Bushs krig i Irak, bliver USCG, som den eneste af de væbnede styrker, udsat for nedskæringer. Dette betyder at en længe ventet udskiftning af skibe bliver strakt til 2009.

## Udrustning
US Coast Guard har cirka 200 kuttere (fartøjer over 65 fod), 1.400 både i forskellige størrelser, 210 fastvingefly og helikoptere. Til at uddanne sine officerer har USCG bl.a. skoleskibet Eagle (erobret fra Tyskland 1945) der er det eneste amerikanske sejlskoleskib. 
Helikoptere:
- 94 MH-65C Dolphin, en amerikansk version af den europæiske Eurocopter Dauphin. Kan automatisk udføre et eftersøgningsmønster.
- 42 MH-60T Jayhawk, USCG version af UH-60 Black Hawk med 6:30 timers flyvetid.
- MH-68A Stingray – bevæbnede Agusta A109-helikoptere mod smuglerfly.